# Kanton San Pedro de Pelileo
Der Kanton San Pedro de Pelileo befindet sich in der Provinz Tungurahua zentral in Ecuador. Er besitzt eine Fläche von 202 km². Im Jahr 2022 lag die Einwohnerzahl bei rund 63.900. Verwaltungssitz des Kantons ist die Kleinstadt Pelileo mit 10.100 Einwohnern (Stand 2010).

## Lage
Der Kanton San Pedro de Pelileo liegt im Süden der Provinz Tungurahua. Das Gebiet liegt im Hochtal der Anden. Die beiden Quellflüsse des Río Pastaza, der Río Patate und der Río Chambo, begrenzen den Kanton im Osten. Die Fernstraße E30 von Baños nach Ambato durchquert den Kanton.
Der Kanton San Pedro de Pelileo grenzt im Süden an die Kantone Penipe und Guano der Provinz Chimborazo, im Westen an die Kantone Quero, Cevallos und Ambato, im Norden an den Kanton Santiago de Píllaro sowie im Osten an die Kantone Patate und Baños de Agua Santa.

## Verwaltungsgliederung
Der Kanton San Pedro de Pelileo ist in die Parroquias urbanas („städtisches Kirchspiel“)
- Matriz (Pelileo) – Sitz der Kantonsverwaltung
- Pelileo Grande

und in die Parroquias rurales („ländliches Kirchspiel“)
- Benítez
- Bolívar
- Chiquicha
- Cotaló
- El Rosario
- García Moreno
- Huambaló
- Salasaka

gegliedert.

## Geschichte
Der Kanton San Pedro de Pelileo wurde im Jahr 1860 gegründet.
Entwicklung der Einwohnerzahl im Kanton San Pedro de Pelileo bei landesweiten Volkszählungen zum jeweiligen Gebietsstand:
| Jahr                    | Einwohner | +/-    |
| ----------------------- | --------- | ------ |
| 1950                    | 32.429    | –      |
| 1962                    | 30.572    | −5,7 % |
| 1974                    | 34.703    | 13,5 % |
| 1982                    | 36.378    | 4,8 %  |
| 1990                    | 37.619    | 3,4 %  |
| 2001                    | 48.988    | 30,2 % |
| 2010                    | 56.573    | 15,5 % |
| 2022                    | 63.897    | 12,9 % |
| Datenherkunft: Wikidata |           |        |